# Deanna Dunagan
Deanna Dunagan (Monahans, 25 de maio de 1940) é uma atriz estadunidense. Ela é mais conhecida por seu papel como Violet na peça August: Osage County, vencedora do Tony Award.

## Filmografia

### Cinema
- The Pages
- The Visit (Universal Pictures)
- The Cherokee Word for Water (Mankiller Project)
- Losing Isaiah (Paramount Pictures)
- Running Scared (Metro-Goldwyn-Meyer)
- The Naked Face (The Cannon Group)

### Televisão
- The Exorcist (FOX)
- The Strain (FX)
- House of Cards (NETFLIX)
- Private Practice (ABC)
- Have a Little Faith (HALLMARK HALL OF FAME on ABC)
- Unforgettable (CBS)
- Detroit 1-8-7 (ABC)
- Ugly Betty (ABC)
- Cold Case (CBS)
- Psych (USA)
- Law & Order (NBC)
- Prison Break (NBC)
- A Will of Their Own (NBC)
- Amerika (ABC)
- American Playhouse (PBS)
- Will: The Autobiography of G. Gordon Liddy (NBC)